# Bank of Africa
Pour les articles homonymes, voir BOA.
 (octobre 2020).
Si vous disposez d'ouvrages ou d'articles de référence ou si vous connaissez des sites web de qualité traitant du thème abordé ici, merci de compléter l'article en donnant les références utiles à sa vérifiabilité et en les liant à la section « Notes et références ».
Bank of Africa (BOA) est une banque africaine multinationale, filiale du groupe marocain BMCE (Banque Marocaine du Commerce Extérieur). Son siège social est à Dakar, capitale du Sénégal. En 2017, elle comptait près de 6000 collaborateurs.

## Aperçu général
Le groupe est aujourd’hui implanté dans 18 pays : 8 en Afrique de l’Ouest (Bénin, Burkina Faso, Côte d’Ivoire, Ghana, Mali, Niger, Togo et Sénégal), 8 en Afrique de l’Est (Burundi, Djibouti, Éthiopie, Kenya, Madagascar, Ouganda, Rwanda et Tanzanie), en République Démocratique du Congo et en France, à travers un réseau de 16 banques commerciales, 1 société financière, 1 banque de l’habitat, 2 sociétés d’investissement, 1 banque d’affaires et 2 bureaux de représentation.

## Histoire
La filiale BOA Mali fut créée à la fin de l'année 1982 à Bamako au Mali par des hommes d'affaires locaux. Elle avait pour but de répondre à la pénurie des services banquiers, qui avait des répercussions sur les entreprises et populations locales. Cette situation était non seulement présente au Mali, mais dans la majorité de l'Afrique de l'Ouest francophone. Cet effort initial a été fait sans aucun financement extérieur. 
Le succès de BOA Mali a conduit à la création de African Financial Holdings (AFH) en 1988 qui lui servait de société de portefeuille. L'objectif de l'AFH, était de promouvoir la création de filiales dans l'Afrique entière. La BOA apportait le support technique et de gestion mais le financement de la filiale était réparti également entre la BOA et des capitaux locaux.
Débutant en 1990 avec BOA Bénin qui est sa plus grande filiale, l'entreprise commença à ouvrir des filiales à travers le continent. Elle débute tout d'abord avec les pays africains francophones, puis s'engagent en Afrique anglophone avec l'ouverture de BOA Kenya en 2004. Pour augmenter son assise financière, AFH s'ouvre à des nouveaux investisseurs comme Proparco, une division de l'Agence française de développement ; la Société néerlandaise de financement du développement (FMO) et Natexis (renommé Natixis depuis 2006).
En février 2008, AFH devient BOA GROUP SA et effectue une augmentation de capital de 35 % au profit de BMCE Bank. La banque marocaine apporte un puissant soutien stratégique et opérationnel à Bank of Africa, ainsi qu’un accès direct à des marchés internationaux grâce à sa présence en Europe, en Asie et en Amérique du Nord.
Depuis le 31 août 2010, BMCE Bank contrôle 55,8 % des actions de la BOA au terme d'un accord conclu entre les actionnaires historiques (Néerlandais et Français).
En 2020, Bank of Africa fait un don d'un milliard de dirhams pour lutter contre le Coronavirus au Maroc.

## Filiales bancaires
- BOA-BENIN (PNB 2017 : 60,3 millions d'euros)
- BOA-MADAGASCAR (PNB 2017 : 57,8 millions d'euros)
- BOA-COTE D'IVOIRE (PNB 2017 : 46,3 millions d'euros)
- BOA-MALI (PNB 2017 : 45.4 millions d'euros)
- BOA-BURKINA FASO (PNB 2017 : 56,4 millions d'euros)
- BOA-NIGER (PNB 2017 :  29,9 millions d'euros)
- BOA-KENYA (PNB 2017 : 19,7 millions d'euros)
- BOA-SENEGAL (PNB 2017 : 38,5 millions d'euros)

- BOA-UGANDA (PNB 2017 : 19,5 millions d'euros)
- Banque de Crédit du Bujumbura (PNB 2015 : 17,5 millions d'euros)
- BOA-TANZANIA (PNB 2017 : 19,0 millions d'euros)
- BOA-RDC (PNB 2017 : 15,0 millions d'euros)
- BOA-MER ROUGE (PNB 2017 : 20,0 millions d'euros)
- BOA-GHANA  (PNB 2017 : 23,0 millions d'euros)
- BOA-TOGO  (PNB 2017 : 8,3 millions d'euros)
- BOA-RWANDA  (PNB 2017 : 2,0 millions d'euros)
- BOA-FRANCE  (PNB 2017 : 2,4 millions d'euros)